# シカクナマココノワタヤドリニナ
シカクナマココノワタヤドリニナ（シカクナマコ海鼠腸宿り蜷、学名  Megadenus cantharelloides）はハナゴウナ科に分類される海産の巻貝の一種。シカクナマコ Stichopus chloronotus の体内に生息し、寄主の体組織を食べる寄生性の貝である。
和名に含まれる海鼠腸（このわた）は海鼠（ナマコ）の内臓のこと。シカクナマココノワタヤドリニナという和名およびコノワタヤドリニナ属とういう属和名は、本属の種としては日本初記録となる奄美での本種の発見観察報告（Goto, 2010）において新称された。

## 分布
インド太平洋の暖流域：奄美大島（笠利湾）、ニューカレドニア、インド洋のアルダブラ環礁（タイプ産地）。

## 形態
殻高は数mmで無色半透明で薄質、殻頂は小さくやや突出するが、その後は螺管が急激に広がり、殻全体は茶釜のようなつぶれた球形を呈し、偽外套（pseudopallium）と呼ばれる吻の基部から広がる肉質の膜で包まれている。
体全体は10㎜程度で、その半分は吻とその付属物で占められている。吻は乳首状に伸び、その根元には大きい傘状の付属物が貝本体側を覆うように広がっており、全体ではおしゃぶりのような形となる。殻を含む貝本体はシカクナマコの呼吸樹や消化管の組織内に食い込むように埋もれており、乳首状の吻のみがナマコの体腔内に伸びている。同属の他種とは吻の付け根付近に大きく広がる肉質の笠状付属物あることなどで区別される。

## 生態
2010年までの報告は世界で3箇所しかなく、寄主はシカクナマコ Stichopus chloronotus Brandt, 1835 のみが知られ、その体内の消化管（アルダブラのタイプ標本）、あるいは呼吸樹（奄美大島笠利湾）などに寄生する。貝の本体は寄主の消化管や呼吸樹に埋もれ、吻だけをナマコの体腔内に伸ばしてナマコの体の内側からその体壁組織を食害すると考えられており、奄美大島の寄生個体では実際にナマコの下側体壁の内側に食害痕と見られる孔も観察されている。
しかし寄生率はあまり高くなく、2009年の奄美大島の笠利湾での調査では、捕獲された78匹のシカクナマコのうち3匹のみに寄生していて寄生率は3.8％、1匹のナマコには1個～3個のシカクナマココノワタヤドリニナが寄生していたが、消化管に寄生していたタイプ産地の例とは異なり、全てが呼吸樹に寄生していたと報告されている。また同一の寄主に本種がペアで寄生していることがあり、その場合は一方が大きく他方が小さいことから、大きい貝がメスで小さい貝がオスであると考えられている。
この調査でのシカクナマコには同じハナゴウナ科で外部寄生性のホソセトモノガイ Melanella acicula や（寄生率7.7%）、テナガカクレウオなども寄生していたが（同12.8%）、このうちテナガカクレウオは大型のシカクナマコに多く、シカクナマココノワタヤドリニナは小型のシカクナマコのみに見られ、両者の同時寄生例は確認されていない。このことからテナガカクレウオの存在がシカクナマココノワタヤドリニナの寄生を抑制している可能性も推定されている。なお、同じ場所にはアカミシキリ Holothuria edulis、イソナマコ Holothuria pardalis、ニセクロナマコ Holothuria leucospirota などのナマコ類も生息するが、これらには寄生していなかったという。

## 分類
本種を含めたコノワタヤドリニナ属 Megadenus に分類される貝類は、以下に示すとおりバハマをタイプ産地とする属のタイプ種 M. holothuricola を含む既記載種5種と、未記載種と思われる2例が知られており、この中にあってシカクナマココノワタヤドリニナは大きく発達する吻の付属物によって特徴付けられるとされる。
- Megadenus atrae Takano, Warén & Kano, 2017 [4][5]　クロナマコ Holothuria atra に寄生。沖縄、インド南東部、北東オーストラリア、ニューカレドニアに分布。
- Megadenus cantharelloides Hmphreys & Lützen, 1972 シカクナマココノワタヤドリニナ （本項で説明） アルダブラ（シカクナマコの消化管）、ニューカレドニア[6]、奄美大島（シカクナマコの呼吸樹）。
- Megadenus holothuricola Rosén, 1910 この属のタイプ種（写真）。バハマ（Holothuria mexicana Ludwig, 1875の呼吸樹内で生活）
- Megadenus oneirophantae Bouchet & Lützen, 1980 大西洋北東部（深海産の Oneirophanta mutabilis Théel, 1879の消化管）
- Megadenus voeltzkovi Schepman & Nierstrasz, 1913[7] ザンジバル（クロナマコ科の不明種--おそらくイソナマコ--の環状水管）
- Megadenus sp. （＝Stilifer sp. von Martens, 1865 [8][1]）　ルソン島　（未記載種）
- Megadenus sp. インド南東部　（クロナマコの総排泄腔）[9][10]　（未記載種）

## 人との関係
特に知られていない。